# Jacob Egeris
Jacob Egeris Pedersen (19 maggio 1990) è un calciatore danese, difensore del B.93.

## Carriera

### Club
Egeris ha cominciato la carriera con la maglia del Lyngby, per cui ha esordito in 1. Division – secondo livello del campionato danese – in data 20 settembre 2009, subentrando a Brian Hamalainen nel pareggio per 2-2 maturato sul campo del Vejle. Il 1º aprile 2010 ha trovato la prima rete, nella vittoria per 2-4 in casa del Fyn. Al termine di quella stessa annata, la squadra ha centrato la promozione in Superligaen.
Il 19 luglio 2010 ha avuto così l'opportunità di debuttare nella massima divisione locale, venendo schierato titolare nella sconfitta subita a domicilio dall'Aalborg, col punteggio di 2-4.
A gennaio 2011, Egeris è passato al Nordsjælland. Si è limitato a 4 apparizioni in panchina nel corso di quella stessa stagione, senza venire mai impiegato. Ha esordito con questa maglia il 27 novembre 2011, subentrando a Mark Gundelach nella vittoria per 1-2 sul campo del Silkeborg. Ha contribuito alla vittoria finale della Superligaen 2011-2012 da parte del Nordsjælland.
Il 16 agosto 2012, il Nordsjælland ha reso noto d'aver ceduto Egeris al Viborg con la formula del prestito. Il 19 agosto ha così giocato la prima partita in squadra, schierato titolare nel pareggio per 2-2 maturato in casa del Vejle-Kolding. Il 21 settembre successivo ha trovato la prima rete, nel 2-1 inflitto allo Skive. Il Viborg si è guadagnato la promozione alla fine di quella stessa stagione ed il 31 maggio 2013 è stato reso noto che Egeris vi sarebbe rimasto in forza a titolo definitivo.
Nell'estate 2016, Egeris è stato ingaggiato dal Vejle. Ha esordito in squadra il 24 luglio, impiegato da titolare in occasione del pareggio casalingo per 2-2 contro il Fremad Amager. Il 17 novembre è arrivata la prima marcatura, nel successo per 2-1 sul Næstved. Ha totalizzato 29 presenze ed una rete in questa stagione, tra campionato e coppa nazionale.
Il 28 luglio 2017, i norvegesi dell'HamKam – militanti in 2. divisjon, terzo livello del campionato – hanno reso noto l'ingaggio di Egeris, che si è legato al nuovo club con un contratto valido fino al termine della stagione. Ha esordito in squadra il 5 agosto, subentrando a Markus Solbakken nel successo per 0-2 maturato sul campo del Brumunddal. Il 26 agosto ha trovato la prima rete, nel 2-1 inflitto al Kjelsås. Al termine dell'annata, l'HamKam ha conquistato la promozione in 1. divisjon. Il 20 novembre 2017 ha quindi prolungato il contratto con il club, fino al 31 dicembre 2019.
Il 9 marzo 2018 è stato nominato capitano dell'HamKam dall'allenatore Kevin Knappen.

## Statistiche

### Presenze e reti nei club
Statistiche aggiornate al 14 luglio 2020.
| Stagione            | Club                | Campionato          | Campionato | Campionato | Coppe nazionali | Coppe nazionali | Coppe nazionali | Coppe continentali | Coppe continentali | Coppe continentali | Supercoppe | Supercoppe | Supercoppe | Totale | Totale |
| Stagione            | Club                | Comp                | Pres       | Reti       | Comp            | Pres            | Reti            | Comp               | Pres               | Reti               | Comp       | Pres       | Reti       | Pres   | Reti   |
| ------------------- | ------------------- | ------------------- | ---------- | ---------- | --------------- | --------------- | --------------- | ------------------ | ------------------ | ------------------ | ---------- | ---------- | ---------- | ------ | ------ |
| 2009-2010           | Lyngby              | 1D                  | 22         | 1          | CD              | ?               | ?               | -                  | -                  | -                  | -          | -          | -          | 22+    | 1+     |
| 2010-gen. 2011      | Lyngby              | SL                  | 2          | 0          | CD              | 1               | 0               | -                  | -                  | -                  | -          | -          | -          | 3      | 0      |
| Totale Lyngby       | Totale Lyngby       | Totale Lyngby       | 24         | 1          |                 | 1               | 0               |                    | -                  | -                  |            | -          | -          | 25     | 1      |
| gen.-giu. 2011      | Nordsjælland        | SL                  | 0          | 0          | CD              | 0               | 0               | -                  | -                  | -                  | -          | -          | -          | 0+     | 0+     |
| 2011-2012           | Nordsjælland        | SL                  | 5          | 0          | CD              | 1               | 0               | -                  | -                  | -                  | -          | -          | -          | 6      | 0      |
| lug. 2012           | Nordsjælland        | SL                  | 0          | 0          | CD              | 0               | 0               | UCL                | -                  | -                  | -          | -          | -          | 0      | 0      |
| Totale Nordsjælland | Totale Nordsjælland | Totale Nordsjælland | 5          | 0          |                 | 1               | 0               |                    | -                  | -                  |            | -          | -          | 6      | 0      |
| lug. 2012-2013      | Viborg              | 1D                  | 26         | 3          | CD              | ?               | ?               | -                  | -                  | -                  | -          | -          | -          | 26+    | 3+     |
| 2013-2014           | Viborg              | SL                  | 19         | 0          | CD              | 0               | 0               | -                  | -                  | -                  | -          | -          | -          | 19     | 0      |
| 2014-2015           | Viborg              | 1D                  | 29         | 1          | CD              | 1               | 0               | -                  | -                  | -                  | -          | -          | -          | 30     | 1      |
| 2015-2016           | Viborg              | SL                  | 6          | 0          | CD              | 1               | 0               | -                  | -                  | -                  | -          | -          | -          | 7      | 0      |
| Totale Viborg       | Totale Viborg       | Totale Viborg       | 80         | 4          |                 | 2+              | 0+              |                    | -                  | -                  |            | -          | -          | 82+    | 4+     |
| 2016-2017           | Vejle               | 1D                  | 28         | 1          | CD              | 1               | 0               | -                  | -                  | -                  | -          | -          | -          | 29     | 1      |
| lug.-dic. 2017      | HamKam              | 2D                  | 11         | 2          | CN              | -               | -               | -                  | -                  | -                  | -          | -          | -          | 11     | 2      |
| 2018                | HamKam              | 1D                  | 21         | 0          | CN              | 2               | 0               | -                  | -                  | -                  | -          | -          | -          | 23     | 0      |
| 2019                | HamKam              | 1D                  | 14         | 0          | CN              | 1               | 0               | -                  | -                  | -                  | -          | -          | -          | 15     | 0      |
| Totale HamKam       | Totale HamKam       | Totale HamKam       | 46         | 2          |                 | 3               | 0               |                    | -                  | -                  |            | -          | -          | 49     | 2      |
| Totale              | Totale              | Totale              | 183        | 8          |                 | 8+              | 0+              |                    | -                  | -                  |            | -          | -          | 191+   | 8+     |